# Аджемов, Моисей Сергеевич
Моисе́й Серге́евич Адже́мов (25 января 1878—31 мая 1953, Нью-Йорк) — российский политик, член Конституционно-демократической партии.

## Биография
Моисей Аджемов родился 25 января 1878 года в Нахичевани-на-Дону. По национальности армянин, являлся прихожанином Армянской апостольской церкви. Учился в нахичеванской духовной семинарии, затем в гимназии в Ростове-на-Дону и Лазаревском институте восточных языков, окончил его в 1897 году. В 1903 году окончил медицинский факультет Московского университета, в 1904 году сдал экстерном экзамены на юридическом факультете Московского университета. Был оставлен для приготовления по кафедре уголовного права и судопроизводства в Московском университете, одновременно числился помощником присяжного поверенного при Московской судебной палате. В качестве младшего врача подвижного госпиталя Красного Креста принимал участие в русско-японской войне 1904—1905.
C 1906 года — член ЦК Конституционно-демократической партии. В 1906 году был избран членом государственной думы второго созыва от Ростова-на-Дону. В 1907 году избран в Думу третьего созыва от области Войска Донского. Член бюджетной, судебной комиссий и комиссий по запросам и о неприкосновенности личности.
После Февральской революции 1917 года комиссар Временного правительства в Министерстве юстиции. Член созданных в марте Юридического совещания и Особого совещания по выработке закона о выборах в Учредительное Собрание.
После Октябрьской революции эмигрировал во Францию. Занимался юридической практикой в Париже, а также посреднической деятельностью в коммерческих и финансовых предприятиях. В качестве доверенного лица нефтяных магнатов Манташевых продал их нефтяные промыслы в Баку англичанам.
В начале 1919 — кадетский эмиссар в Париже. В 1919 принимал участие в переговорах с финским правительством, убеждая, что «белая Россия» признает независимость Финляндии. Весной 1920 — он участвует в кадетском слёте в Париже, где решался вопрос об отношении к Врангелю.

## Семья
- Жена — Эвелина Осиповна Аджемова, урождённая Стеффенс (1884 — 27.05.1963, Париж), выпускница Московской консерватории, оперная певица, в первом браке Тарасова, овдовев, вторым браком за М. С. Аджемовым[1][3].
  - Дочь — Сирен Моисеевна (12.06.1922, Париж — 23.1.2005, Венеция[4]), балерина, снималась в фильме Леона Мато "Танцовщица из Марракеша"[1].

## Труды
- Обычное право в связи с реформой местного суда. 1910